# .45 ACP
.45英寸口径柯尔特自动手枪弹（.45 caliber Automatic Colt Pistol cartridge，简称.45 ACP），CIA命名為.45 Auto（.45自動手槍彈），是一种由約翰·勃朗寧在1904年設計的11.43×23毫米無緣直筒手槍彈，研發初時用於柯爾特（Colt）的試驗型手槍上，後來這种手槍改良成M1911並被美國陸軍在1911年採用成制式武器，而.45 ACP亦成為多种手槍及衝鋒槍所使用的彈种，直至現在。
美軍標配.45 ACP全披甲彈( FMJ )彈擁有一枚圓鈍的重彈頭（標準FMJ彈頭重230格令，合14.9g）和較低的初速（亞音速），在實戰方面，有高的精準度和制止力，槍口火焰相對而言較不明顯，後座力強，但是仍在可控制的範圍內，能夠對無防護的目標造成嚴重殺傷，且適合有滅音器的武器使用（亞音速彈頭不會產生音爆易於滅音且彈頭較重能夠保持亞音速飛行下的殺傷力）。

## 消音器
.45 ACP的彈頭是所有可以使用消音器(抑制器)的手槍彈中，威力最大的彈藥之一，因為他的彈頭是以次音速飛行，與超音速的彈藥相比，次音速的彈藥不會產生音爆，所以顯得安靜許多。同時也因為.45 ACP的大口徑，導致消音器的性能有所下降，.45 ACP雖然是威力最大的，但也是消音手槍中最大聲的，常要在消音器中加入Ablative Medium(通常是水或潤滑油)，才可以將聲音降到不至於傷害聽力的範圍內(140分貝以下)

## 其他同義名稱
- .45 Auto
- 11.43 x 23mm

## 相關資訊
- 手槍子彈列表
- 步槍子彈列表
- .38/.45 Clerke
- .400 Corbon（英语：.400 Corbon）
- .45 G.A.P.
- .45 Super
- .460 Rowland
- .45 Remington-Thompson
- .45 Winchester Magnum
- .45 Peters-Thompson
- .50 GI
- .45 Auto Rim